# دراسة فرامنغهام للقلب
دراسة فرامنغهام للقلب هي دراسة قلبية وعائية طويلة المدى ومستمرة يتم إجراؤها على سكان مدينة فرامنغهام، ماساتشوستس. وقد بدأت الدراسة في عام 1948 بمشاركة 5209 أشخاص بالغين من مدينة فرامنغهام، وهي الآن في الجيل الثالث من المشاركين. وقبل إجراء هذه الدراسة، لم يُعرف أي شيء تقريبًا عن «علم أوبئة فرط ضغط الدم أو الداء القلب الوعائي المتعلق بتصلب الشرايين». والكثير من المعرفة الشائعة الآن المتعلقة بأمراض القلب، مثل آثار النظام الغذائي وممارسة التمارين والأدوية شائعة الاستخدام مثل الأسبرين، تقوم على هذه الدراسة الممتدة عبر فترات زمنية طويلة. وهذه الدراسة عبارة عن مشروع خاص بالمعهد الوطني للقلب والرئة والدم، بالتعاون مع (منذ 1971) جامعة بوسطن. ويعمل بالمشروع العديد من المهنيين الصحيين من مختلف مستشفيات وجامعات بوسطن الكبرى.

## معلومات تاريخية
كان توماس رويال دوبر (Thomas Royle Dawber) مدير الدراسة من عام 1949 حتى عام 1966. وتم تعيينه كبير اختصاصيي الوبائيات بعد فترة قصيرة من بداية المشروع، عندما كان لا يسير بشكل جيد.
وكان الهدف من الدراسة أن تستمر لمدة 20 عامًا، ولكن في ذلك الوقت انتقل دروبر إلى بوسطن وأصبح رئيس قسم الطب الوقائي، وعمل على جمع الأموال لمواصلة المشروع.
وبحلول عام 1968، كانت هناك معركة للحفاظ على استمرار دراسة فرامنغهام في حقبة تخللها احتجاجات واغتيالات والنضال من أجل الحقوق المدنية والجدل الدائر حول التورط العسكري الأمريكي في حرب فيتنام. واجتمعت إحدى اللجان ورأت أنه بعد 10 سنوات من البحث يجب إنهاء دراسة فرامنغهام، حيث خضعت فرضياتها للاختبار وتم جمع معلومات كثيرة بشأن أمراض القلب. وعلى الرغم من هذه النتيجة، استمرت الدراسة وفي عام 1971 التحق بها جيل ثانٍ من المشاركين. وفي عام 1994، تم تسجيل مزيد من العينات المتنوعة لسكان فرامنغهام باسم «الفوج الشامل» (Omni cohort). وفي إبريل 2002، تم تسجيل جيل ثالث في الدراسة الأساسية، وتم تسجيل جيل ثانٍ من المشاركين الشاملين في العام التالي.

## نقاط القوة والضعف
تم نشر أكثر من 1000 بحث طبي يتعلق بدراسة فرامنغهام للقلب. ومن المسلم به بشكل عام أن هذا العمل يُعتبر مميزًا في نطاقه واستمراريته، ويُعتبر بشكل عام مفيدًا جدًا. وبلغ عدد المشاركين الأوائل 5209 من الرجال والنساء الأصحاء ممن تتراوح أعمارهم من 30 إلى 62 عامًا، وليس كل سكان المدينة كما يُذكر أحيانًا.
وكان هناك افتراض على نحو صحيح من بداية دراسة فرامنغهام للقلب أن صحة القلب يمكن أن تتأثر بنمط الحياة والعوامل البيئية والوراثة. وتُعتبر دراسة فرامنغهام للقلب هي منشأ المصطلح عامل المخاطر. وقبل دراسة فرامنغهام للقلب، كان لدى الأطباء فهم بسيط عن الوقاية. وفي الخمسينيات، جرى الاعتقاد بأن انسداد الشرايين وضيق الشرايين (التصلب العصيدي، تصلب الشرايين) هو جزء طبيعي من الشيخوخة ويحدث بشكل عام مع تقدم الناس في العمر. وكان يُنظر أيضًا إلى ارتفاع ضغط الدم (فرط ضغط الدم) وارتفاع الكولسترول (فرط كولسترول الدم) على أنها نتائج طبيعية للتقدم في السن في الخمسينيات، ولم يتم طرح أي علاج. وتم اكتشاف هذه العوامل وغيرها من عوامل المخاطرة، على سبيل المثال الهموسيستين، تدريجيًا على مدى السنوات.
كما أظهرت دراسة فرامنغهام للقلب، جنبًا إلى جنب مع دراسات كبرى هامة أخرى مثل دراسة البلدان السبعة ودراسة الصحة الخاصة بالممرضات ومباردة الصحة النسائية، أهمية الغذاء الصحي وعدم زيادة الوزن أو السمنةوممارسة التمارين بشكل منتظم في الحفاظ على صحة جيدة وأنه توجد فروق في المخاطر القلبية الوعائية بين الرجال والنساء. كما أكدت الدراسات على أن تدخين السجائر يُعد من العوامل الهامة للغاية في تطور أمراض القلب، الأمر الذي يؤدي إلى الذبحة الصدرية واحتشاء العضلة القلبية (MI) والموت التاجي، جنبًا إلى جنب مع دراسات هامة أخرى أجريت على التدخين، منها على سبيل المثال دراسة الأطباء البريطانية.
وبات يُنظر مؤخرًا إلى دراسات فرامنغهام على أنها تغالي في تقديرها للمخاطر، لا سيما في الفئات ذات المخاطر المنخفضة، على سبيل المثال المخاطر المتعلقة بسكان المملكة المتحدة.
وهناك سؤال في مجال الطب القائم على الأدلة وهو مدى قرب الشبه بين الأشخاص المشاركين في الدراسة والمريض الذي يتعامل معه أخصائي الرعاية الصحية. وكان هذا الموضوع أحد مجالات النقاش في الدراسة.
واستخدم الباحثون مؤخرًا معلومات اتصال قدمها أشخاص خاضعون للدراسة على مدى السنوات الثلاثين الأخيرة وذلك لرسم خارطة الشبكة الاجتماعية للأصدقاء والعائلة في الدراسة.

## نقاط مخاطر فرامنغهام
يمكن تقدير المخاطر القلبية الوعائية لأحد الأفراد على مدى 10 سنوات مع آلية نقاط مخاطر فرامنغهام سهلة الاستخدام، بما في ذلك الأفراد ممن لا يعانون من أمراض قلبية وعائية معروفة. وتستند نقاط مخاطر فرامنغهام إلى نتائج دراسة فرامنغهام للقلب.

## النتائج الرئيسية
النتائج الرئيسية الصادرة عن دراسة فرامنغهام للقلب، وفقًا للباحثين أنفسهم:

### الستينيات من القرن الماضي
تدخين السجائر يزيد من مخاطر الإصابة بأمراض القلب. وزيادة الكولسترول وارتفاع ضغط الدم يزيدان من مخاطر أمراض القلب. ومن شأن ممارسة التمارين أن تقلل من مخاطر أمراض القلب بينما تزيد السمنة هذه المخاطر.

### السبعينيات من القرن الماضي
ارتفاع ضغط الدم يزيد من مخاطر الإصابة بالجلطة الدماغية. وتزداد مخاطر الإصابة بأمراض القلب لدى النساء اللاتي تخطين سن اليأس، مقارنة بالنساء اللاتي لم يصلن إلى سن اليأس بعد. وتؤثر العوامل النفسية الاجتماعية على مخاطر الإصابة بأمراض القلب.
؛ الثمانينيات: ارتفاع مستويات كولسترول البروتينات الدهنية عالية الكثافة يقلل مخاطر أمراض القلب.

### التسعينيات من القرن الماضي
وجود تضخم في البطين الأيسر من القلب (تضخم البطين الأيسر) يزيد من مخاطر الإصابة بالجلطة الدماغية. ويمكن أن يتطور ارتفاع ضغط الدم إلى قصور القلب. تم نشر حرز فرامنغهام للخطورة، وتتوقع بشكل صحيح مخاطر الإصابة بأمراض القلب التاجية المستقبلية على مدى 10 سنوات. وفي سن الأربعين، تكون نسبة مخاطر أمراض القلب التاجية مدى الحياة 50% للرجال و33% للنساء.

### العقد الأول من الألفية الجديدة
ما يُسمى بـ «ارتفاع ضغط الدم الطبيعي» يزيد من مخاطر الإصابة بأمراض القلب والأوعية الدموية (يُسمى ارتفاع ضغط الدم الطبيعي بـ ما قبل فرط ضغط الدم في الطب؛ ويتم تعريفه على أنه ضغط انقباضي يبلغ مقداره 120-139 ملم زئبق و/أو ضغط انبساطي يبلغ مقداره 80-89 ملم زئبق. ونسبة مخاطر الإصابة بضغط الدم المرتفع مدى الحياة هي 90%. وتُعتبر السمنة من عوامل مخاطر الإصابة بقصور القلب. تتوقع مستويات الألدوستيرون مخاطر الإصابة بارتفاع ضغط الدم. وتبلغ مخاطر السمنة مدى الحياة حوالي 50%. وتم الإعلان عن مشروع "SHARe"، وهو عبارة عن دراسة واسعة النطاق لمجموع الجينات ضمن دراسة فرامنغهام للقلب. وللاتصالات الاجتماعية للأفراد علاقة بما إذا كان الشخص يعاني من السمنة وما إذا قرر مدخنو السجائر الإقلاع عن التدخين أم لا. تم اكتشاف أربعة عوامل مخاطر للإصابة بقصور القلب. يمكن حساب مخاطر الإصابة بالحالات القلبية الخطيرة على مدى 30 عامًا. تعتبر جمعية القلب الأمريكية بعض النتائج الجينومية الصادرة عن دراسة فرامنغهام للقلب واحدة من أهم الإنجازات البحثية في مجال أمراض القلب. بعض الجينات تزيد من مخاطر الرجفان الأذيني. تزداد مخاطر الإصابة بضعف الذاكرة لدى الرجال والنساء عندما يكونون في منتصف العمر إذا أصيبوا بـ الخرف.

## ما وافق عليه المشاركون في الدراسة
لقد وافق المشاركون في دراسة فرامنغهام للقلب وأبناؤهم وأحفادهم طواعية على الخضوع لإجراء التاريخ الطبي والفحص البدني والاختبارات الطبية كل عامين،  حتى يتم إنشاء قاعدة من البيانات الوفيرة حول الصحة البدنية والنفسية، لا سيما حول أمراض القلب والأوعية الدموية.

## الأبحاث الوراثية
في السنوات الأخيرة، أجرى العلماء أبحاثًا وراثية في إطار دراسة فرامنغهام للقلب.
وتمت دراسة أنماط الوراثة في العائلات وأوجه الارتباط الوراثي والجيني والواسمات الجزيئية وما يرتبط بهذه المجالات. وتتضمن الدراسات ذات الصلة الدراسات الجينية التقليدية، مثل البحث أوجه الارتباط بين مخاطر أمراض القلب والأوعية الدموية والأشكال المتعددة للجينات (تعدد أشكال النوكليوتيد المفرد، SNPs) في الجينات المرشحة، و(GWAS) دراسات الارتباط الجينومية . على سبيل المثال، تضمنت إحدى الدراسات التي أجريت على مستوى مجموع الجينات والتي تُسمى دراسة 100 K Study 1400 مشارك تقريبًا من المشاركين في دراسة فرامنغهام للقلب (من الفوج الأصلي والفوج النسل) وكشفت هذه الدراسة عن وجود متغير جيني مرتبط بالسمنة. وتمكن الباحثون من تكرار هذه النتيجة الخاصة في أربع مجموعات أخرى. علاوة على ذلك، كشفت دراسة SHARe (دراسة مصدر الارتباط الصحي لتعدد أشكال النوكليوتيد المفرد) عن وجود جينات مرشحة جديدة وأكدت جينات مرشحة معروفة بالفعل (بالنسبة للهموسيستين ومستويات فيتامين بي 12) لدى المشاركين في دراسة فرامنغهام للقلب.
وبسبب هذه النتائج الجينومية المثيرة، تم وصف دراسة فرامنغهام للقلب بأنها «في طريقها لتصبح المعيار الذهبي لعلم الأوبئة الوراثية في مجال القلب والأوعية الدموية».
ومع ذلك، سريريًا، على الرغم من هذه الجهود (وغيرها من الجهود الأخرى)، فإن الأثر الإجمالي للجينات على مخاطر الإصابة بأمراض القلب والأوعية الدموية بعيدًا عن عوامل مخاطر الإصابة بأمراض القلب والأوعية الدموية التقليدية لم يتحدد حتى الآن.

## دراسات مشابهة
تم إجراء *دراسة بوسلتون الصحية منذ عام 1966 بمشاركة نسبة كبيرة من سكان بوسلتون، إحدى مدن غرب أستراليا على مدى فترة زمنية امتدت لسنوات عديدة. وقد تم تجميع قاعدة بيانات ويجري إدارتها من قِبل كلية الصحة السكانية في جامعة غرب أستراليا. وعلى الرغم من أن نتائج دراسة بوسلتون الصحية ودراسة فرامنغهام للقلب متشابهة في جوانب كثيرة، فإن دراسة بوسلتون الصحية بحثت أيضًا في تأثير بعض العوامل التي لم يتم بحثها في دراسة فرامنغهام للقلب، مثل انقطاع النفس النومي.
- مشروع الصين-كورنيل-أكسفورد، المعروف أيضًا باسم «دراسة الصين-أكسفورد-كورنيل بشأن الخصائص الغذائية والحياتية ومعدل الوفيات الناجمة عن الأمراض في 65 مقاطعة ريفية صينية». وتمت الإشارة لاحقًا إلى هذه الدراسة باسم «دراسة الصين 1». والدراسة التالية تُدعى «دراسة الصين 2».[27]

## الحواشي
1. ↑  Thomas R. Dawber, M.D., Gilcin F. Meadors, M.D., M.P.H., and Felix E. Moore, Jr., National Heart Institute, National Institutes of Health, Public Health Service, Federal Security Agency, Washington, D. C., Epidemiological Approaches to Heart Disease: The Framingham Study Presented at a Joint Session of the Epidemiology, Health Officers, Medical Care, and Statistics Sections of the American Public Health Association, at the Seventy-eighth Annual Meeting in St. Louis, Mo., November 3, 1950.
2. ↑  Richmond (2006). "Obituary: Thomas Royle Dawber". BMJ. ج. 332 ع. 7533: 122. DOI:10.1136/bmj.332.7533.122. مؤرشف من الأصل (fee required) في 2019-12-19.
3. ↑  Some lessons in cardiovascular epidemiology from Framingham. Kannel WB. Am J Cardiol. 1976 Feb;37(2):269-82.
4. ↑  Applicability of cholesterol-lowering primary prevention trials to a general population: the Framingham Heart Study. Lloyd-Jones DM, O'Donnell CJ, D'Agostino RB, Massaro J, Silbershatz H, Wilson PW. Arch Intern Med. 2001 Apr 9;161(7):949-54.
5. ↑  Homocysteine and heart failure: a review of investigations from the Framingham Heart Study. Sundström J, Vasan RS. Clin Chem Lab Med. 2005;43(10):987-92.
6. ↑  Cardiovascular risk factors. Insights from Framingham Heart Study. O'Donnell CJ, Elosua R. Rev Esp Cardiol. 2008 Mar;61(3):299-310.
7. 1 2  Genetics of the Framingham Heart Study population. Govindaraju DR, Cupples LA, Kannel WB, O'Donnell CJ, Atwood LD, D'Agostino RB Sr, Fox CS, Larson M, Levy D, Murabito J, Vasan RS, Splansky GL, Wolf PA, Benjamin EJ. Adv Genet. 2008;62:33-65.
8. ↑  Nutritional research within the Framingham Heart Study. Millen BE, Quatromoni PA. J Nutr Health Aging. 2001;5(3):139-43.
9. ↑  Women and cardiovascular disease: contributions from the Framingham Heart Study. Murabito JM. J Am Med Womens Assoc. 1995 Mar-Apr;50(2):35-9.
10. ↑  The health risks of smoking. The Framingham Study: 34 years of follow-up. Freund KM, Belanger AJ, D'Agostino RB, Kannel WB. Ann Epidemiol. 1993 Jul;3(4):417-24.
11. ↑  Mortality in relation to smoking: 50 years' observations on male British doctors. Doll R, Peto R, Boreham J, Sutherland I. BMJ. 2004 Jun 26;328(7455):1519.
12. ↑  Brindle P؛ Emberson J؛ Lampe F؛ وآخرون (2003). "Predictive accuracy of the Framingham coronary risk score in British men: prospective cohort study". BMJ. ج. 327 ع. 7426: 1267. DOI:10.1136/bmj.327.7426.1267. PMC:286248. PMID:14644971. {{استشهاد بدورية محكمة}}: الوسيط غير المعروف |author-separator= تم تجاهله (مساعدة)
13. ↑  David Hadden (2002). "Holidays in Framingham?". BMJ. ج. 325 ع. 7363: 544. DOI:10.1136/bmj.325.7363.544. مؤرشف من الأصل في 2006-02-16. {{استشهاد بدورية محكمة}}: الوسيط غير المعروف |شهر= تم تجاهله يقترح استخدام |تاريخ= (مساعدة)
14. ↑  Christakis Nicholas A.؛ Fowler James H. (2007). "The Spread of Obesity in a Large Social Network Over 32 Years". New England Journal of Medicine. ج. 357 ع. 4: 370–379. DOI:10.1056/NEJMsa066082. PMID:17652652.
15. ↑  "Research Milestones Framingham Heart Study". مؤرشف من الأصل في 2013-11-06.
16. ↑  "About the Boston University School of Medicine". مؤرشف من الأصل في 17 أغسطس 2012. اطلع عليه بتاريخ أغسطس 2020. {{استشهاد ويب}}: تحقق من التاريخ في: |تاريخ الوصول= (مساعدة)
17. ↑  Parental cardiovascular disease as a risk factor for cardiovascular disease in middle-aged adults: a prospective study of parents and offspring. Lloyd-Jones DM, Nam BH, D'Agostino RB Sr, Levy D, Murabito JM, Wang TJ, Wilson PW, O'Donnell CJ. JAMA. 2004 May 12;291(18):2204-11.
18. ↑  Genetic variation in white matter hyperintensity volume in the Framingham Study. Atwood LD, Wolf PA, Heard-Costa NL, Massaro JM, Beiser A, D'Agostino RB, DeCarli C. Stroke. 2004 Jul;35(7):1609-13.
19. ↑  Homocysteine and cognitive performance in the Framingham offspring study: age is important. Elias MF, Sullivan LM, D'Agostino RB, Elias PK, Jacques PF, Selhub J, Seshadri S, Au R, Beiser A, Wolf PA. Am J Epidemiol. 2005 Oct 1;162(7):644-53.
20. ↑  A common genetic variant is associated with adult and childhood obesity. Herbert A, Gerry NP, McQueen MB, Heid IM, Pfeufer A, Illig T, Wichmann HE, Meitinger T, Hunter D, Hu FB, Colditz G, Hinney A, Hebebrand J, Koberwitz K, Zhu X, Cooper R, Ardlie K, Lyon H, Hirschhorn JN, Laird NM, Lenburg ME, Lange C, Christman MF. Science. 2006 Apr 14;312(5771):279-83.
21. ↑  Genome-wide significant predictors of metabolites in the one-carbon metabolism pathway. Hazra A, Kraft P, Lazarus R, Chen C, Chanock SJ, Jacques P, Selhub J, Hunter DJ. Hum Mol Genet. 2009 Dec 1;18(23):4677-87.
22. ↑  The Framingham Heart Study, on its way to becoming the gold standard for Cardiovascular Genetic Epidemiology? Jaquish CE. BMC Med Genet. 2007 Oct 4;8:63.
23. ↑  Overview of the risk factors for cardiovascular disease. Wilson PWF. In: UpToDate [Textbook of Medicine]. Basow DS (Ed). Massachusetts Medical Society, and Wolters Kluwer publishers. 2010.
24. ↑  A list of publications from the Busselton study نسخة محفوظة 24 أكتوبر 2009 على موقع واي باك مشين.
25. ↑  Prediction of coronary heart disease mortality in Busselton, Western Australia: an evaluation of the Framingham, national health epidemiologic follow up study, and WHO ERICA risk scores. Knuiman MW, Vu HT. J Epidemiol Community Health. 1997 Oct;51(5):515-9.
26. ↑  Is sleep apnea an independent risk factor for prevalent and incident diabetes in the Busselton Health Study? Marshall NS, Wong KK, Phillips CL, Liu PY, Knuiman MW, Grunstein RR. J Clin Sleep Med. 2009 Feb 15;5(1):15-20.
27. ↑  China Study II, Cornell University.نسخة محفوظة 15 يناير 2013 على موقع واي باك مشين.